# نیژنه‌سیوریوبایوو
نیژنه‌سیوریوبایوو (انگلیسی: Nizhnesyuryubayevo) یک شهرک در شهرستان کوگارچینسکی جمهوری باشقیرستان در کشور روسیه است.